# Lubiszyn (przystanek kolejowy)
Lubiszyn – nieczynny przystanek kolejowy w Lubiszynie, w powiecie gorzowskim, w województwie lubuskim.